# Saxofoonconcert (Hosokawa)
Toshio Hosokawa componeerde zijn Concert voor saxofoon en orkest in 1998-1999. Het is een mengvorm van het concerto in haar klassieke vorm en Japanse traditionele muziek. De solist wisselt steeds van instrument; altsaxofoon, tenorsaxofoon en baritonsaxofoon worden bespeeld.
De solist verzorgt inleiding, uitwerking, cadens, herhaling om het werk te voltooien. Hij/zij speelt afwisselend lang uitgesponnen tonen en korte technische fragmenten. Op de achtergrond is het symfonieorkest continu aanwezig om de solopartij in te bedden. De uitleg van de componist is, dat de solist de mens is en het orkest de wereld om hem/haar heen. Beide zijn zelfstandige entiteiten, maar hebben continue invloed op elkaar. Een kleine rimpeling in de partij van het orkest heeft grote invloed op de partij van de solist. De uithaal in de partij van de solist heeft effect op het orkest.
Het saxofoonconcert is geschreven voor Johannes Ernst, die de première verzorgde met het Deutsche Symfonie-Orchester Berlin o.l.v. Ken Takaseki, die ook de opname verzorgde.
De componist schreef ook een vioolconcert (Landscape III) en een celloconcert.

## Bron en discografie
- Uitgave Kairos.